# Стадион Шармил
Стадион Шармил (фр. Stadion Rankhof) је био вишенаменски стадион у Женеви, Швајцарска. Коришћен је углавном за фудбалске утакмице и био је дом за ФК Сервет. Стадион је могао да прими 9.250 људи и изграђен је 1930. за Куп нација 1930. године. Током Светског првенства у фудбалу 1954. стадион је био домаћин четири утакмице. Затворен је 2002. пре него што је Стаде де Женеве отворен.

## Историја стадиона
Стадион је инаугурисан 1930. године као прослава 40. годишњице оснивања тима и уз развој Купа нација између клубова. Затворен је 8. децембра 2007. и касније срушен, након изградње новог градског стадиона: Стадион Женева за тада надолазећи Евро 2008, одржаног у Швајцарској и Аустрији.

## Светско првенство у фудбалу 1954.
Током петог издања Светско првенство у фудбалу на овом стадиону су одржане три утакмице прве фазе и један дуел за четвртфинале.
| Датум         | Време (ЦЕТ) | Тим 1           | Резултат | Тим 2        | Коло         | Посета |
| ------------- | ----------- | --------------- | -------- | ------------ | ------------ | ------ |
| 16. јун 1954. | 18:00       | Бразил          | 5–0      | Мексико      | Група 1      | 13.470 |
| 19. јун 1954. | 17:10       | Француска       | 3–2      | Мексико      | Група 1      | 19.000 |
| 20. јун 1954. | 17:00       | Турска          | 7–0      | Јужна Кореја | Група 2      | 3.541  |
| 27. јун 1954. | 17:00       | Западна Немачка | 2–0      | Југославија  | Четвртфинале | 17.000 |